# Prise de Cuzco

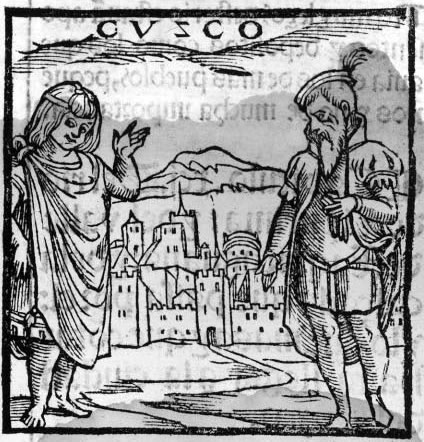
Une des premières représentations de Cuzco en Europe, 1553

La prise de Cuzco, le 15 novembre 1533, par le conquistador Francisco Pizarro et ses hommes, provoque l'annexion de la capitale inca à l'Empire espagnol, sonnant la fin de l'Empire Inca.

## Prémices
La conquête de l’Amérique fait partie du mouvement des Grandes Découvertes européennes (XVe et XVIe siècles). 
Visant la colonisation de ce nouveau territoire, Francisco Pizarro, sous les ordres du roi Charles Quint, reprend ses expéditions au début des années 1520 et se met à la recherche du Pérou dans le but de trouver un Empire. 
Après deux années d’efforts et de voyages, Pizarro et ses hommes trouvent la ville inca de Tumbes où ils sont accueillis avec hostilité. Pizarro retourne donc en Espagne pour recevoir des autorisations du roi (capitulaciones) l'autorisant à gouverner les pays prochainement conquis.
L’on assiste alors au début de la conquête de l’Empire inca, en 1531.

## Description chronologique

### Prise de Tumbes
La conquête de l’Empire inca débute en janvier 1531, date à laquelle Pizarro repart du Panama avec 200 hommes dans le but évident de conquérir. On assiste alors à la prise de Tumbes, ville inca au nord-ouest du Pérou.

### Fondation de San Miguel de Piura
Pour communiquer plus facilement avec Panama, Pizarro fonde en 1532 la première ville espagnole du Pérou, San Miguel de Piura, et par le fait même, crée des encomiendas pour ses hommes. la conquête espagnole a lieu cette même année et l'année suivante.

### Capture d'un empereur inca
À la suite de la fondation de Piura, Pizarro cherche à rencontrer le souverain inca, Atahualpa, pour le capturer et demander rançon. Tout se déroule comme prévu et, le 16 novembre 1532, Pizarro et ses hommes attaquent par surprise, lors de la bataille de Cajamarca. 
Les conquistadores demandent rançons et font main basse sur un butin d'une immense richesse, faisant foi des trésors décrits par les diverses rumeurs. L'empereur est finalement exécuté le 29 août 1533.

### Fin de l'empire inca
Le 15 novembre 1533, Francisco Pizarro entre dans l'enceinte de Cuzco à la tête de son armée de conquistadors, mettant définitivement un terme à l'empire Inca. Pizarro s’assure le contrôle de l’empire en utilisant Manco Capac II, frère de feu l’empereur Atahualpa, pour gouverner les Incas à travers celui-ci. Enfin, la conquête de l'empire inca et du Pérou a pour conclusion la fondation de la nouvelle capitale, Lima, en janvier 1535. Dans les années qui suivent, les Espagnols connaissent quelques rébellions des Incas dans le but de reconquérir Cuzco, mais sans succès.

## Causes et conséquences

### Causes de l'évènement
La raison de la conquête de l’empire inca par Pizarro et ses hommes demeure assez simple. Ce changement majeur de l’Amérique peut être attribué à la simple soif de pouvoir des Européens, avec notamment Charles Quint soucieux d’accroître son empire. La conquête de l’empire inca, au temps des grandes découvertes, a pour principal but de coloniser les terres et de s’approprier des richesses du nouveau continent. De plus, les histoires de cités d’or et de richesses à perte de vue avivent la convoitise des conquistadores espagnols.

### Conséquences sur l'histoire
La conquête de l’empire inca a une multitude de conséquences qui changent le cours de l’histoire. D'une part, la civilisation inca disparaît en même temps que son empereur, laissant place à l’empire espagnol de Charles Quint. Cette importante rupture dans l’histoire de l’Amérique du Sud a de nombreuses répercussions, telles que l’implantation de nombreuses colonies espagnoles au Pérou et presque partout ailleurs dans l’Amérique du Sud. D'autre part cette conquête, ne faisant évidemment pas l’affaire des autochtones, entraîne de nombreuses guerres et révoltes civiles de 1536 à 1548, faisant de nombreuses victimes au sein des conquistadores, entrainant entre autres la mort de Francisco Pizarro lui-même. Par ailleurs, c'est l’expansion des routes maritimes entre Europe et Amérique ainsi que l’enrichissement et la prospérité de l’Espagne ; prospérité qui ne dure pas longtemps en raison du manque d’institutions économiques au sein de l’État.